# Брод (област Хасково)
Вижте пояснителната страница за други значения на Брод.
Брод е село в Южна България. То се намира в община Димитровград, област Хасково.

## География
Селото се намира в Южна България на 7 км източно от Димитровград, на територията на област Хасково. Село Брод е разположено по поречието на река Марица, на нейния ляв бряг. Селото и прилежащите му територии се характеризират с равнинно-хълмист релеф. Лятото тук е горещо, а зимата мека. Почвите в региона са черноземни и много плодородни.

## История
До 1906 година името на селото е Гючерлии, Гючурлии.
През 1911 година започват да се изготвят плановете за построяване на ново училище. Строежът започва през 1912 г. Изградено е напълно, без покрива, но поради войната строителството спира и е завършено едва през 1916 г. Строежът струвал 48 500 лв. Особено голяма заслуга за построяването на училището има тогавашният учител от с. Нова надежда Иван Грудев. През 1973 г. с доброволния труд на населението на с. Брод, е построен и физкултурен салон. През юли 1984 г. половината от старото училище е съборено и на негово място – издигната новата, съвременна сграда на училището, закрито през 2007 година.

## Забележителности
- Хаджиев мост
- Костадинова чешма
- Дядо Вълеви чуки

## Религия
Населението на село Брод е 100% православни християни. Брод е част от Пловдивска епархия на Българската православна църква.
В селото има два храма - черквата „Свети Георги“ и параклисът „Света Неделя“. През 2014 година черквата „Свети Георги“ е обновена, като й е поставен изцяло нов купол. Обновлението е извършено от Пловдивския митрополит Николай.
Параклисът „Света Неделя“ е построен през 1909 година. През 1911 година е открито аязмо.

## Култура
Народно читалище „Пано Ангелов“ – Брод
Читалището е основано на 12 декември 1926 г., когато, според историческите справки, селището наброява около 850 жители. Носи името на тракийския войвода, родом от село Брод, Пано Ангелов – участник в Илинденско-Преображенското въстание през 1903 г., отдал живота си за свободата на България.

## Редовни събития
Всяка година на 7 юли се провежда традиционният събор на селото.
Първият събор е на 20 юли 1904 година. Тогава той се състои край река Марица, под сенките на върби и тополи. Три години по-късно – през 1907 г., съборът е честван там, където и манастирчето, построено две години след това – през 1909 г. В 1911 година е открито и Аязмото, което както и манастирчето носи името на Света Неделя.

## Личности
- проф. д-р Гочо Недев Гочев – Дългогодишен преподавател и ръководител на Катедра „Русистика“ във Великотърновския университет „Св. св. Кирил и Методий“.